# Harpalíneos
Harpalíneos (Harpalinae) é uma grande subfamília de besouros terrestres. A Harpalinae contêm besouros de solo mais apomórficos, exibindo uma ampla variedade de formas e comportamentos. Alguns são onívoros ou herbívoros.
Muitas famílias intimamente relacionadas têm sido tratadas como táxons subordinados do Harpalinae por vários autores. Entre eles estão o Dryptinae, Lebiinae (incluindo Cyclosominae, Mormolycinae, Odacanthinae, Perigoninae), Licininae (incluindo Chlaeniinae, Oodinae), Orthogoniinae, Panagaeinae, Platyninae, Pseudomorphinae, Pterostichinae (incluindo Zabrinae). Aqui, eles são considerados famílias independentes dentro do (lato sensu) assemblage harpaline, e isso também está provisoriamente assumido para o enigmático gênero monotípico Ginema.

## Sistemática
Pelo menos 4 grandes e vários supertribos menores podem ser distinguidos. O primeiro "Pterostichitae" no outro lado parecem ser, como é presentemente delimitado, um conjunto parafiléticos, mas provavelmente também contém um número de tribos próximas umas das outras do que a outra Harpalinae. O clado todo o tipo de gênero Pterostichus é assim reconhecido como Pterostichinae subfamília aqui.

## Gêneros

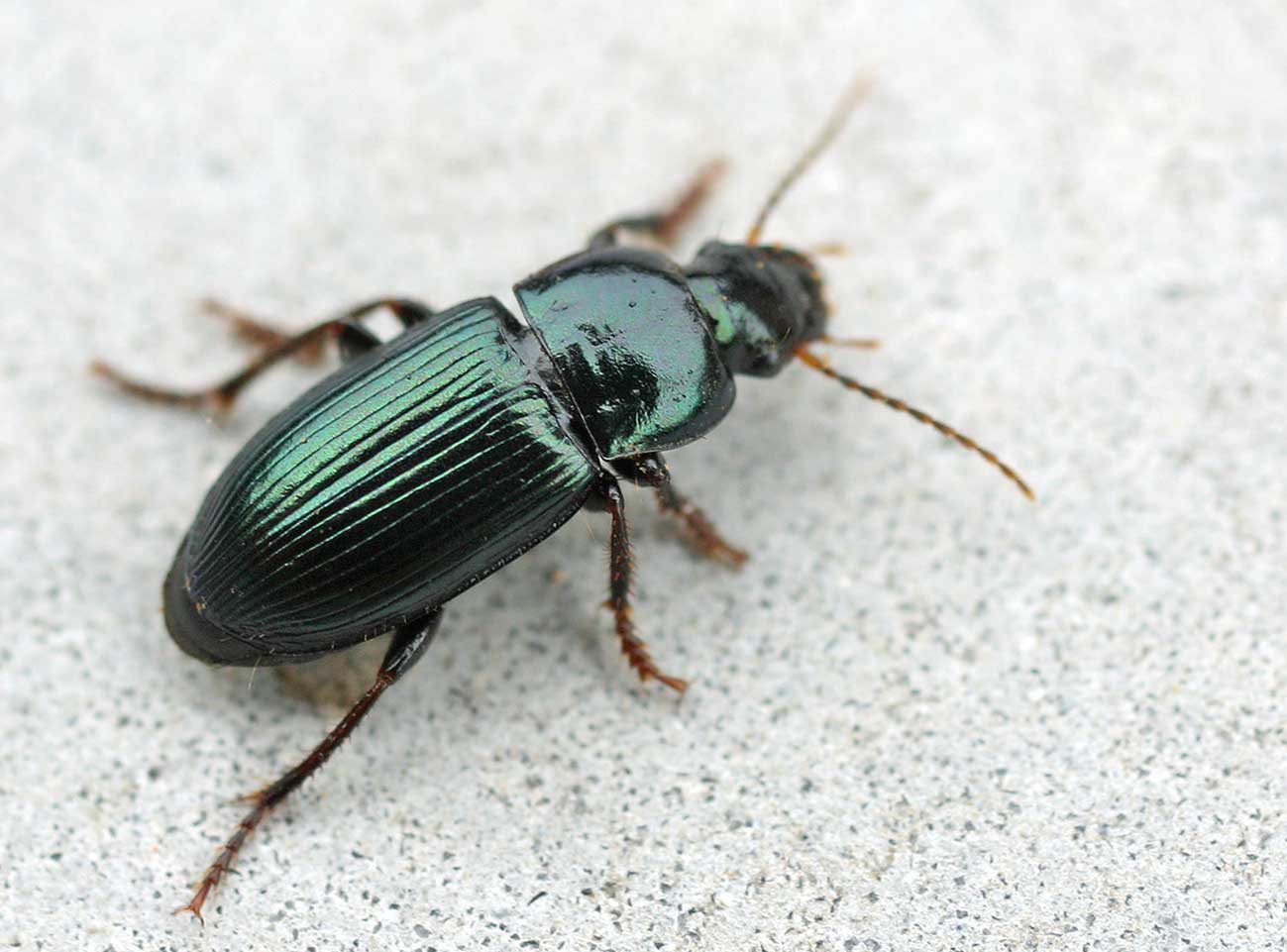
Harpalus affinis

Esta subfamília integra os seguintes gêneros:
| - Acinopus Dejean, 1821 - Acupalpus Latreille, 1829 - Afromizonus Basilewsky, 1947 - Agonidus Casey, 1914 - Allendia Noonan, 1974 - Allocinopus Broun, 1903 - Allosiopelus Ito, 1995 - Amblygnathus Dejean, 1829 - Amblystomus Erichson, 1837 - Amerinus Casey, 1884 - Amphasia Newman, 1836 - Angionychus Klug, 1853 - Anisocnemus Chaudoir, 1843 - Anisodactylus Dejean, 1829 - Anisostichus Emden, 1953 - Anomostomus Laferte-Senectere, 1853 - Anthracus Motschulsky, 1850 - Athrostictus Bates, 1878 - Axinotoma Dejean, 1829 - Aztecarpalus Ball, 1970 - Barysomus Dejean, 1829 - Batoscelis Dejean, 1836 - Bleusea Bedel, 1897 - Boeomimetes Peringuey, 1896 - Bottchrus Jedlicka, 1935 - Bradybaenus Dejean, 1829 - Bradycellus Erichson, 1837 - Bradycidus Casey, 1914 - Bronislavia Semenov, 1891 - Carenochyrus Solsky, 1874 - Carterus Dejean, 1830 - Cenogmus Sloane, 1898 - Chilotomus Chaudoir, 1842 - Chydaeus Chaudoir, 1854 - Coleolissus Bates, 1892 - Crasodactylus Guerin-Meneville, 1847 - Cratacanthus Dejean, 1829 - Cratognathus Dejean, 1829 - Cratosoma Jeannel, 1948 - Criniventer van Emdem, 1953 - Cyptomicrus Vinson, 1939 - Daptus Fischer von Waldheim, 1823 - Diachromus Erichson, 1837 - Dicheirotrichus Jacqelin du Val, 1857 (including Trichocellus) - Dicheirus Mannerheim, 1843 - Dioryche W.S. MacLeay, 1825 - Discoderus LeConte, 1853 - Ditomus Bonelli, 1810 - Dixus Billberg, 1820 - Dregus Motscheisky, 1864 - Ectinothorax Alluaud, 1941 - Egadyla Alluaud, 1916 - Eocarterus Stichel, 1923 - Eriophonus Tschitscherine, 1901 - Eucarterus Reitter, 1900 - Euryderus LeConte, 1846 - Euthenarus Bates, 1874 - Gaioxenus Broun 1910 - Geodromus Dejean, 1829 | - Geopinus LeConte, 1848 - Gnathaphanus W.S. MacLeay, 1825 - Goniocellus Casey, 1914 - Graniger Motschulsky, 1864 - Gugheorites Basilewsky, 1951 - Gynandromorphus Dejean, 1829 - Hakaharpalus Larochelle & Lariviere, 2005 - Haplaner Chaudoir, 1878 - Haplanister Moore, 1996 - Harpalinus Jeannel, 1946 - Harpalobrachys Tschitscherine, 1899 - Harpalodiodes Bousquet, 2002 - Harpalomimetes Schauberger, 1933 - Harpalomorphus Peringuey, 1896 - Harpalus Latreille, 1802 (including Harpalobrachys) - Harpathaumas Basilewsky, 1947 - Harponixus Basilewsky, 1950 - Hartonymus Casey, 1914 - Hemiaulax Bates, 1892 - Heteracantha Brulle, 1834 - Hippoloetis Laporte, 1835 - Hyphaereon W.S. MacLeay, 1825 - Hypharpax W.S. McLeay, 1825 - Idiomelas Tschitscherine, 1900 - Indiophonus N.Ito, 1996 - Kaffovatus Clarke, 1972 - Kenyacus Alluaud, 1917 - Kiwiharpalus Larochelle & Lariviere, 2005 - Kupeharpalus Larochelle & Lariviere, 2005 - Lecanomerus Chaudoir, 1850 - Liochirus Tschitscherine, 1897 - Liodaptus Bates, 1889 - Lioholus Tschitscherine, 1897 - Loxoncus Schmidt-Gobel, 1846 - Machozetus Chaudoir, 1850 - Maoriharpalus Larochelle & Lariviere, 2005 - Meroctenus Gemminger et Harold, 1868 - Microderes Faldermann, 1836 - Nemaglossa Solier, 1849 - Neoaulacoryssus Noonan, 1985 - Neodiachipteryx Noonan, 1985 - Neohyparpalus Clarke, 1981 - Neophygas Noonan, 1976 - Nesarpalus Bedel, 1897 - Nipponoharpalus Habu, 1973 - Nornalupia Kataev, 2002 - Nothodaptus Maindron, 1906 - Notiobia Perty, 1830 - Notospeophonus Moore, 1962 - Odontocarus Solier, 1835 - Oedesis Motschulsky, 1850 - Oesyperus Andrewes, 1923 - Omostropus Peringuey, 1896 - Ooidius Chaudoir, 1847 - Oosoma Nietner, 1857 - Ophoniscus Bates, 1892 - Ophonus Dejean, 1821 - Orthogenium Chaudoir, 1835 - Oxycentrus Chaudoir, 1854 | - Pachycarus Solier, 1835 - Pachytrachelus Chaudoir, 1852 - Panagrius Andrewes, 1933 - Pangus Dejean, 1821 - Parabaris Broun, 1881 - Paramecus Dejean, 1829 - Parasiopelus Basilewsky, 1950 - Paregaploa Muller, 1947 - Parophonus Ganglbauer, [1891] - Paulianoscirtus Basilewsky, 1976 - Pelmatellus Bates, 1882 - Penthophonus Reitter, 1900 - Penthus Chaudoir, 1843 - Phanagnathus Basilewsky, 1950 - Phobophorus Motschulsky, 1850 - Pholeodytes Britton, 1962 - Phorticosomus Shaum, 1863 - Phyrometus Basilewsky, 1946 - Piosoma LeConte, 1848 - Platymetopsis Ball et Maddison, 1987 - Platymetopus Dejean, 1829 - Pogonodaptus Horn, 1881 - Polpochila Solier, 1849 - Prakasha Andrewes, 1919 - Proditomus Schauberger, 1934 - Progonochaetus J. Muller, 1938 - Pseudanisotarsus Noonan, 1973 - Pseudaristus Reitter, 1900 - Pseudodiachipteryx Burgeon, 1936 - Pseudognathaphanus Schauberger, 1932 - Pseudohyparpalus Basilewsky, 1946 - Pseudorhysopus Kataev et Wrase, 2001 - Pseudoselenophorus Peringuey, 1896 - Psychristus Andrewes, 1930 - Rhabidius Basilewsky, 1948 - Rhysopus Andrewes, 1929 - Scybalicus Schaum, 1862 - Selenophorus Dejean, 1831 - Selenotichnus Kataev, 1999 - Siopelus Murray, 1859 - Stenolophidius Jeannel, 1948 - Stenolophus Dejean, 1821 - Stenomorphus Dejean, 1831 - Syllectus Bates, 1878 - Trachysarus Reed, 1874 - Trichopselaphus Chaudoir, 1843 - Trichotichnus A.Morawitz, 1863 - Trichoxycentrus N. Ito, 2000 - Triplosarus Bates, 1874 - Tropicoritus Alluaud, 1917 - Tschitscherinellus Csiki, 1906 - Tuiharpalus Larochelle & Lariviere, 2005 - Typsiharpalus Tschitscherine, 1901 - Uenanthracus Kasahara, 1994 - Veradia Castelnau, 1867 - Xenodochus Andrewes, 1941 - Xenophonus Muller, 1942 - Xestonotus LeConte, 1853 |